# Ituglanis australis
Ituglanis australis es una especie de pez silúrido de pequeño tamaño que integra el género Ituglanis de la familia Trichomycteridae. Habita en cursos fluviales del centro-este de América del Sur. 

## Taxonomía
Esta especie fue descrita originalmente en el año 2014 por los ictiólogos Aléssio Datovo da Silva y Mário Cesar Cardoso de Pinna.
I. australis se diferencia de I. cahyensis y de I. parahybae en el número de radios basales de la aleta dorsal, en el número de radios en las aletas pélvicas y pectorales, y en el patrón del sistema laterosensorial cefálico.  Del resto de los integrantes del género se separa por la pigmentación corporal, la cual presenta 3 rayas marrón-oscuro bien definidas que se desarrollan a lo largo de cada lado.

## Distribución y hábitat
Ituglanis australis habita en afluentes de la laguna de los Patos y en el río Uruguay, en el sur del Brasil y Uruguay.
De las especies del género Ituglanis es esta la más austral, además de ser la única que habita en estos cuerpos dulceacuícolas.